# Densow

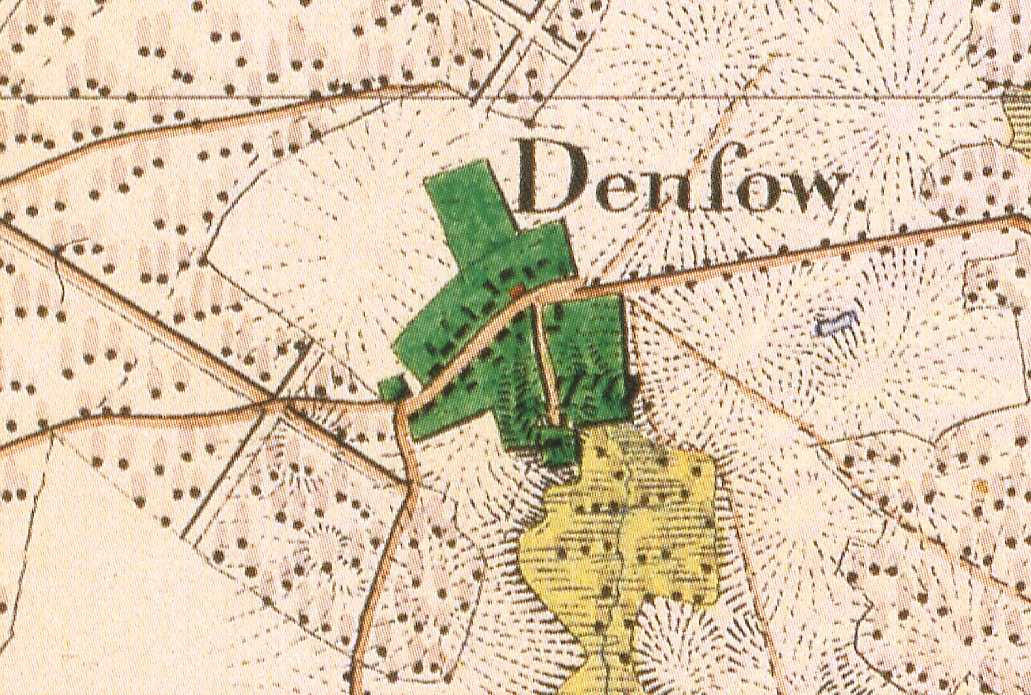
Densow auf dem Urmesstischblatt 2846 Gandenitz von 1825

Densow [ˈdɛnzo] ist ein Ortsteil der amtsfreien Stadt Templin im Landkreis Uckermark (Brandenburg). Der im Mittelalter gegründete Ort fiel bereits in der 2. Hälfte des 14. Jahrhunderts wüst. Um 1700 wurde auf der Gemarkung ein Teerofen eingerichtet, dem 1736 eine Amtsmeierei und 1749 eine Kolonie folgte, aus denen sich das heutige Dorf Densow entwickelte. Densow war bis 2003 eine selbständige Gemeinde. Zu Densow gehören heute auch die Gemeindeteile Annenwalde, Alt Placht und Neu Placht sowie der Wohnplatz Vorwerk Annenwalde. Im Januar 2017 hatte der Ortsteil 260 Einwohner.

## Geographie
Densow liegt im nördlichen Teil des Gemeindegebietes der Stadt Templin. Es grenzt im Norden an die (Kern-)Stadt Lychen, im Nordosten an Gandenitz, Ortsteil von Templin, im Osten an die (Kern-)Stadt Templin, und im Süden an Röddelin und Beutel, beide Orte sind Ortsteile von Templin. 
Densow liegt 68 m ü. NHN. Zum heutigen Ortsteil gehören auch die Gemeindeteile Annenwalde, Alt Placht und Neu Placht sowie der Wohnplatz Vorwerk Annenwalde. Auf dem Gebiet des Ortsteils liegen im Norden, nördlich von Alt Placht, der Glambecksee und südlich von Annenwalde der Densowsee. Im Norden grenzt der Ortsteil an den Platkowsee. Auf der Gemarkung liegen außerdem noch einige sehr kleine, namenlose Teiche. Südwestlich des Ortes befindet sich der ehemalige Truppenübungsplatz Tangersdorf, der zum Naturschutzgebiet Kleine Schorfheide gehört.

## Geschichte
Densow wurde 1307 erstmals urkundlich fassbar (Densouue). Der Name ist unklar. Wauer diskutiert die Möglichkeit einer Verbindung zum Gewässernamen Densbek und Densbach, und davon abgeleitet, der Ortsname Dens. Densow wäre dann in Anlehnung an andere Orte mit -ow-Endung entstanden. 1327 war ein Ritter Erckenbert erster bekannter Besitzer des Dorfes, der es in diesem Jahr an den Otto v. Barsdorf und dessen Schwager Otto Lantrider zu Templin verkaufte. 1375 waren Coppe Barstorff und sein Vater alleinige Besitzer der beiden Dörfer, die sie 1376 an die Familie Glutzer verkauften. 

„Densow 40 mansi. Quilibet dat 6 solidos et non plus. Hans Groten, civis in Templyn, habet pactum super 2 mansos. De hiis (mansis) 4 sunt in possessione, habentes libertatem ad triennium. Ista villa totaliter est desolata et pertinet Coppeken Barstorp et suo patruo. Prope villam iacet stagnum nomine Densow, super quod sunt 3 tractiones sagene.“

Bereits 1375 war der Ort fast gänzlich verlassen. Vier Hufen wurden noch bebaut, die jedoch auf drei Jahre von Abgaben befreit waren. Für jede Hufe waren 6 Schillinge (solidos) Zins zu entrichten. Besitzer des Dorfes war Coppeken Barstorp und sein Vater. Der Templiner Bürger Hans Groten hatte die Pacht (pactum) von zwei Hufen. Im Densowsee durften 3 Garnzüge Fische gefangen werden. 1376 verkauften die v.Barsdorfs Densow an die Familie Glutzer, die es 1387 zunächst auf Wiederkauf, 1392 endgültig an das Kloster Zehdenick verkauften. Mit der Säkularisation des Klosters wurde der Ort nun vom Amt Zehdenick verwaltet. 1558 kam die Feldmark zunächst pfandweise, dann 1577 endgültig an die v. Trott in Himmelpfort und damit zur Herrschaft Badingen und Himmelpfort. Die Feldmark Densow wurde z. T. genutzt, denn 1574 wird das Feld Densow genannt. Die Feldmark war ganz bewaldet, lediglich auf dem Densowsee wurde etwas Fischerei betrieben. 1580 gehörte zu den Holzungen der Herrschaft Badingen und Himmelpfort das Feld Densow. 1711 war der Teerschweler des Amtes Badingen zur Lychener Mühle mahlpflichtig. Allerdings ist unklar, ob es sich tatsächlich um den später genannten Teerschweler auf dem Densow handelte. 1727 war Friedrich Peterrahn (auch Petram) Teerschweler auf dem Densow. Der Teerofen lag aber nicht an der alten Dorfstelle am Densowsee, sondern etwa 1,3 km nördlich davon. An der alten Dorfstelle wurde 1729 wurden die Teeröfen des Amtes Badingen verpachtet, darunter auch der Teerofen auf dem Densow, zu dem 158 Morgen Land gehörte. 1736 hatte die Amtsmeierei auf dem Densow 138½ Morgen, Ackerland, 19 Morgen Wiese und 116 Quadratruten Gartenland. Es wurden 250 Schafe, Schweine und Federvieh gehalten. 1749 wurden drei Kolonisten aus Köln und Württemberg auf dem Teerofenland angesetzt. Die drei Kolonisten und der Teerschweler erhielten je 75 Morgen Acker im Hufschlag, 2 Morgen Ackerwörden, 16 Morgen Wiese und dazu Gartenland und Hofraum, zusammen je 94 Morgen und 60 Quadratruten Land. 1761 wurden ein Schulmeister, ein Hirte und acht Büdner im neuen Ort Densow angesiedelt. Der Schulmeister erhielt 23½ Morgen Land, der Hirte und die acht Büdner je drei Morgen Land. Insgesamt umfasst die Wirtschaftsfläche des neuen Dorfes 460 Morgen. 
| Jahr | Einwohner |
| ---- | --------- |
| 1774 | 98        |
| 1790 | 90        |
| 1801 | 96        |
| 1817 | 104       |
| 1840 | 166       |
| 1858 | 186       |
| 1895 | 189       |
| 1925 | 124       |
| 1939 | 192       |
| 1946 | 356       |
| 1964 | 311       |
| 1971 | 290       |
| 1981 | 366       |
| 1991 | 304       |
| 2002 | 273       |
| 2013 | 270       |
| 2017 | 260       |

1753 legte der Amtsrat und Unterpächter der Grünen Glashütte in Zechlin Johann Friedrich Zimmermann einen Plan vor, nach dem er beabsichtigte, eine Porzellan-Fabrik zur Herstellung milchig-weißen Glases und eine Grüne Glashütte auf der Feldmark Densow aufzubauen. Diese wurde 1754 an der Stelle des alten Dorfes Densow angelegt und Annenwalde genannt.
1757 wohnten in der neuen Kolonie Densow vier Erbzinsbauern, darunter der Teerschweler J. Stabe, neun Büdner (darunter ein Schneider, sechs Tagelöhner, der Schulmeister und der Hirte). Der Teerofen war noch in Betrieb. 1775 lebten in der Kolonie neben den vier Bauern bereits 17 Büdner und andere Einwohner, insgesamt 98 Personen. Danach stagnierte die Entwicklung etwas. 1790 waren es nur noch neun Büdner und drei Einlieger. Im Dorf wurden 16 Feuerstellen gezählt, 1801 waren es noch 15 Feuerstellen. Danach wuchs das Dorf langsam an. 1840 wurden im Dorf 17 Wohnhäuser gezählt, 1860 19 Wohnhäuser. Weiter wurden für dieses Jahr 30 Wirtschaftsgebäude registriert, darunter ein Teerofen und eine Windgetreidemühle. 1861 gab es bereits einen Gasthof im Dorf. Daneben ist verzeichnet: ein Agent, ein Kaufmann, ein Teerofen mit einem Arbeiter, ein Müller, ein Maurer, ein Schuhmachermeister und ein Schneidermeister. In den 1890er Jahren wurde die Bahnstrecke zwischen Templin und Lychen über das nördliche Gemeindegebiet gebaut. Bei Neu Placht entstand der Bahnhof Neu Placht. 1899 ereignete sich 2 km nördlich von Neu Placht ein Eisenbahnunglück. Eine Lokomotive entgleiste und stürzte eine 6 bis 7 m hohe Böschung hinunter. In den drei Personwaggons saßen nur neun Passagiere, die meist nur leicht verletzt wurden. Auch das Personal erlitt Verletzungen. Durch die Kollision entstand durch die Heizung in einem der Waggons ein kleiner Brand, der jedoch rasch gelöscht werden konnte. Bereits am nächsten Morgen war die Strecke wieder geräumt. Die Lokomotive wurde jedoch erst Tage später geborgen und zur Reparatur nach Eberswalde gezogen. 1900 gab es in Densow 18 Häuser. In diesem Jahr wurde die Försterei Densow aufgebaut. Die Windmühle stand (um 1900) nordöstlich des Ortskerns etwas nördlich der Hauptstraße Richtung Neu Placht. 1928 wurde der Gutsbezirk Neu Placht nach Densow eingemeindet. 1929 kamen auch Teile des aufgelösten Forstgutsbezirkes Alt Placht hinzu. 1931 gab es 34 Wohnhäuser in Densow. Zur Gemeinde gehörten die Wohnplätze Alt Placht Forsthaus Densow, Neu Placht und der Bahnhof Neu Placht. Die Gemarkung hatte 1208 ha.
1958 wurde in Neu Placht eine LPG Typ I mit neun Mitgliedern und 68 ha Nutzfläche gegründet. 1960 hatte die LPG Typ I in Densow 34 Mitglieder und 285 ha Nutzfläche. Sie wurde 1972 an die LPG Annenwalde angeschlossen. Die andere LPG Typ I Densow-Neu Placht hatte 1972 19 Mitgliedern bei 72 ha Nutzfläche. Sie wurde 1969 in eine LPG Typ III umgewandelt.

## Politische Zugehörigkeit
1376 war die Familie Glutzer Besitzer des Dorfes, die es 1387 zunächst wiederkaufsweise, 1392 endgültig an das Kloster Zehdenick verkaufte. 1541 wurde das Kloster säkularisiert und wurde landesherrlich. 1558 kam die Feldmark Densow an die Herrschaft Badingen und Himmelpfort. 1727 fiel diese Herrschaft als erledigtes Lehen an die Landesherrschaft zurück und wurde in ein Amt umgewandelt (Amt Badingen). Es lag damals im Uckermärkischen Kreis. 1828 wurde das Amt Badingen aufgelöst und mit dem Amt Zehdenick vereinigt. 1872 wurde auch dieses aufgelöst und die Aufgaben dem Landkreis Templin übertragen. Mit der Kreisreform von 1952 wurden die Kreisgrenzen der uckermärkischen Kreise neu zugeschnitten. Densow verblieb jedoch auch im neuen Kreis Templin. 1992 schloss sich Densow mit 13 anderen, meist ebenfalls sehr kleinen Gemeinden zum Amt Templin-Land zusammen. Der Kreis Templin wurde nach der Wende 1993 mit den Kreisen Prenzlau und Angermünde zum Landkreis Uckermark zusammengelegt. Zum 26. Oktober 2003 wurde Densow, zusammen mit den Gemeinden Beutel, Gandenitz, Gollin, Groß Dölln, Grunewald, Hammelspring, Herzfelde, Klosterwalde, Petznick, Röddelin, Storkow und Vietmannsdorf per Gesetz in die Stadt Templin eingegliedert. Das Amt Templin-Land wurde zum selben Zeitpunkt aufgelöst. Seither ist Densow ein Ortsteil der Stadt Templin.

## Kirchliche Zugehörigkeit
Die Evangelische Kirchengemeinde Densow wird vom Pfarramt in Lychen kuriert. Der Pfarrsprengel Lychen gehört zum Evangelischen Kirchenkreis Oberes Havelland.

## Denkmale und Sehenswürdigkeiten
Die Denkmalliste des Landes Brandenburg für den Landkreis Uckermark verzeichnet nur ein Baudenkmal:
- Hauptstraße 3: ein Wohnhaus mit drei Wirtschaftsgebäuden

Kein Baudenkmal, aber durchaus interessant und sehenswert, ist das Bethaus in Densow, in dem ursprünglich Schule und Bethaus in einem Gebäude vereinigt waren.